# Georgius Agricola

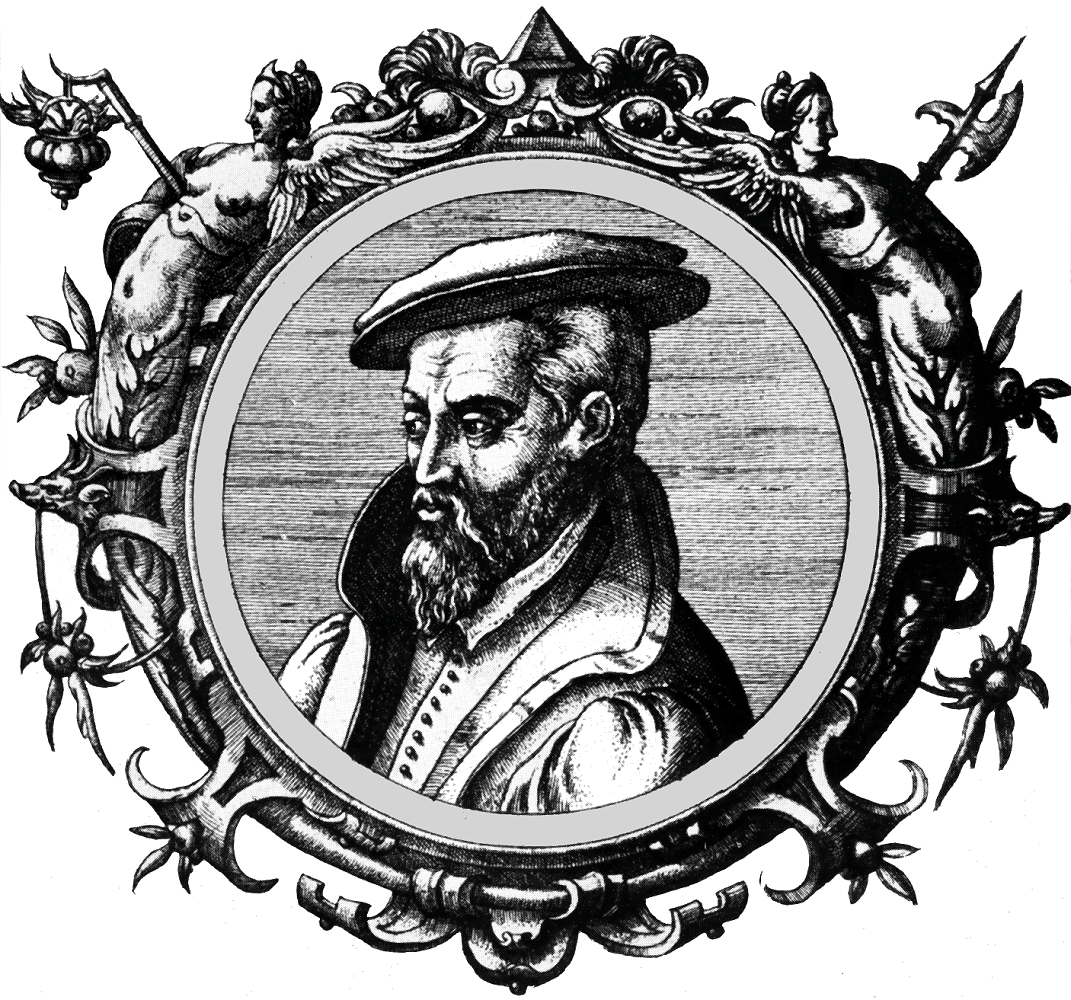
Georgius Agricola

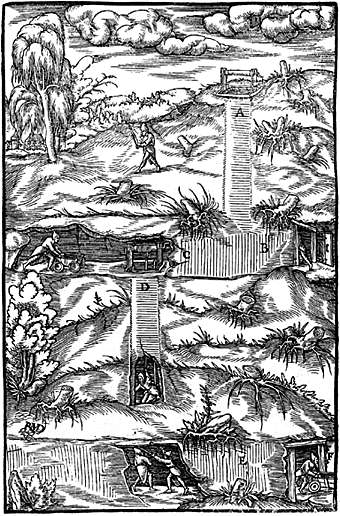
Träsnitt ur Georgius Agricolas De re metallica (1556)

Georgius Agricola, eller Georg Agricola, latinisering av Georg Pawer (Georg Bauer), född 24 mars 1494 i Glauchau, Sachsen (i nuvarande Tyskland), död 21 november 1555 i Chemnitz, Sachsen, var en tysk läkare, humanist, mineralog och metallurg. Han kallas ofta mineralogins och metallurgins fader.
Bergskedjan Montes Agricola på månen har fått sitt namn efter honom.

## Biografi
Efter att ha bedrivit medicinska studier i Leipzig och även i Italien praktiserade Agricola som läkare i Joachimsthal i Böhmen (nuvarande Jachymov i Tjeckien). Efter att han fått en pension av kurfursten Moritz av Sachsen slog han sig ned i Chemnitz där han både blev stadsfysikus och även borgmästare (han avsattes 1552 på grund av religionsstridigheter). Han var den första att försöka klassificera mineral och bergarter baserad på deras fysiska egenskaper. Agricola hade stor betydelse för bergsvetenskapen genom en rad uppfinningar, bland annat en metod att rosta malm och att tillvara ta det vid rostningen utvunna svavlet. Han förbättrade även metoderna för att tillverka koksalt, alun, vitriol och salpeter. 
En av de uppfinningar som beskrivs i De re metallica är en vattenpump bestående av ett trärör (pipa), genom vilket en ändlös kedja med tagelfyllda skinnpåsar (pungar) dras. Detta slags pump kallas kedjepump eller "pipepungskonst" och användes vid Stora Kopparberget i Falun från 1500-talets mitt.